# Jiří Rozbořil
Jiří Rozbořil (* 16. února 1962 Šternberk) je český politik, v letech 2012 až 2016 zastupitel a hejtman Olomouckého kraje (vedl rovněž Dopravní komisi Asociace krajů ČR), v letech 2006 až 2014 zastupitel města Olomouc (z toho v letech 2008 až 2010 radní města), člen ČSSD.
V roce 2024 byl pravomocně odsouzen v korupční kauze "Vidkun" k podmíněnému trestu odnětí svobody na 2 roky se zkušební dobou v délce 3,5 roku a k peněžitému trestu 182 tisíc Kč.

## Život
Jiří Rozbořil vystudoval Střední průmyslovou školu elektrotechnickou v Olomouci a Vysokou školu báňskou v Ostravě, fakultu strojní a elektrotechnickou. Od roku 1987 do roku 1992 působil jako vedoucí výroby v podniku Moravské železárny Olomouc. V letech 1998 až 2002 řídil expanzi obchodních domů Kaufland ČR. Od roku 2003 pracoval ve Fakultní nemocnici v Olomouci, kde nejprve zastával pozici vedoucího provozního odboru a poté funkci provozního náměstka ředitele nemocnice.
Jiří Rozbořil je zároveň členem charitativní organizace LIONS, v rámci níž pomáhá především ohroženým a nemocným dětem a lidem, kteří se nacházejí v těžké životní situaci. Osobně rovněž finančně podporuje osoby s mentálním postižením. Je ženatý a má tři děti. Mezi jeho záliby patří cyklistika, kutilství a vaření.

## Politické působení
Jiří Rozbořil vstoupil do ČSSD v roce 1995. O tři roky později poprvé kandidoval do Zastupitelstva města Olomouce. Těsně nebyl zvolen, stejným výsledkem skončila i jeho kandidatura do Zastupitelstva Olomouckého kraje v roce 2004.
V dalších obecních volbách v roce 2006 již uspěl a byl zvolen členem Zastupitelstva města Olomouce (v letech 2008 až 2010 působil jako neuvolněný člen Rady města Olomouce). V roce 2010 mandát zastupitele obhájil (ČSSD pod jeho volebním vedením získala nejvíce hlasů, koalici však vytvořily strany ODS, TOP 09 a KDU-ČSL). V roce 2012 v říjnových krajských volbách byl nejdříve zvolen členem Zastupitelstva Olomouckého kraje, 19. listopadu 2012 se pak stal v pořadí čtvrtým hejtmanem Olomouckého kraje.
V komunálních volbách v roce 2014 již nekandidoval, čímž mu skončil mandát zastupitele města Olomouce.

## Podezření z uplácení
Dne 15. října 2015[ve zdroji nenalezeno] byl Jiří Rozbořil obviněn z údajného uplácení, stalo se tak po razii ÚOOZ (operace Vidkun), podle které měl Rozbořil uplácet příslušníky olomoucké policie a tamní expozitury GIBS. Rozbořil všechna obvinění odmítl, stejně jako výzvy k rezignaci na pozici hejtmana od premiéra a předsedy ČSSD Bohuslava Sobotky, ministra vnitra Milana Chovance, politického grémia i předsednictva ČSSD. V krajských volbách v roce 2016 však již nekandidoval a jako hejtman tak v listopadu 2016 skončil.
V říjnu 2023 Krajský soud v Ostravě rozhodl, že je Rozbořil vinen podplacením a účastenstvím ve formě pomoci zločinu zneužití pravomoci úřední osoby. Byl potrestán na 2 roky odnětí svobody s podmíněným odkladem na 3,5 roku a dále pak peněžitým trestem 182 tisíc Kč. V říjnu 2024 Vrchní soud v Olomouci tento trest pravomocně potvrdil. Z justiční databáze vyplývá, že ve věci bylo podání dovolání, o němž Nejvyšší soud zatím nerozhodl.